# Enicospilus lineatus
Enicospilus lineatus là một loài tò vò trong họ Ichneumonidae.